# 屋敷林

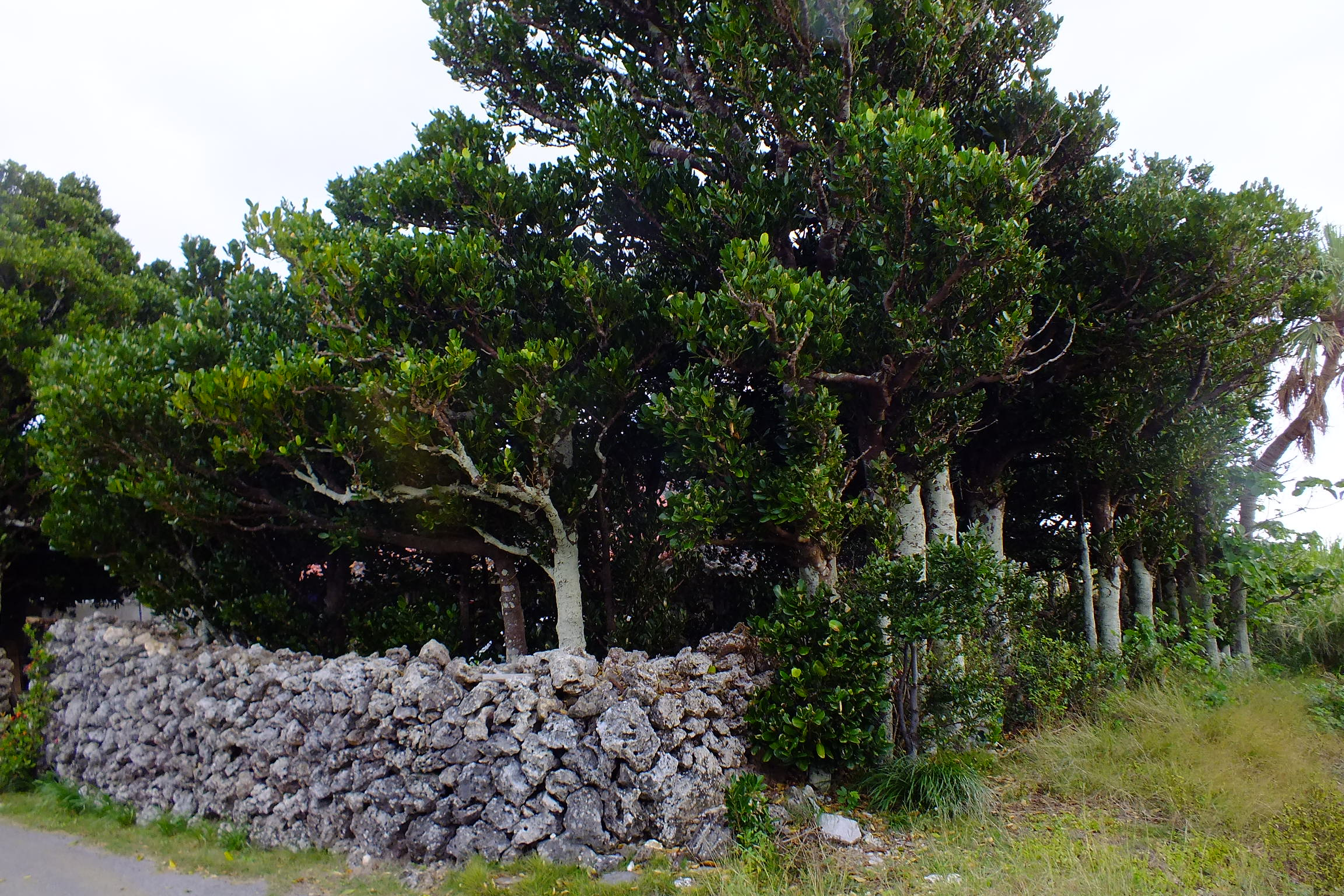
フクギの屋敷林（波照間島）

屋敷林（やしきりん）は、屋敷の周囲に設置された林。屋敷森とも呼ばれる家屋の一方向または複数方向に配列された樹木群である。台風、季節風、地方風などの風のエネルギーを低減させて、集落や家屋を保護する手段として活用されている。また、多雪域では敷地内の積雪を少なくさせる効果もある。

## 概説
屋敷とは家の建っている敷地であり、その敷地に形成された林群を屋敷林と言う。これは一般的には防風林や防雪林として機能し、特に家々が孤立している場合は有効である。家屋に対する屋敷林の配置方向には地域における共通性、系統性が認められる事が多く、その方向は当該地域において防ぐべき強風の風向を示している。季節風が強い地域に多い。
防火林として、西日本ではマキ、東日本ではシラカシやイチイを家の表側に植える例も多い。また、河川の近い家や水害の多い地域では、防水用としてハンノキや、根を張る竹を植えて土壌の流出を防いでいる。
防災以外にも、ウメやカキノキのように食用として利用できる樹木を植えたり、その昔木材流通が盛んでなかった時代には、我が家の将来の建て替えの時のための建築材料として植樹していた。これらの実用的な用途だけではなく、魔除けとしてナンテンやヒイラギを植える例もあり、ある種の風格をもつステイタスシンボルにもなる。
屋敷林に使われる樹種は用途に応じて選定されるが、政策によって指定される場合もあった。例えば、寛永2年（1625年）に松平光長が高田藩領内に布達した文書には、ツバキとササを南側に植え、屋敷の周囲にはスギを植えること、エノキ・モミ・クヌギは植えてはいけない、とされていた。
仙台平野の「居久根（いぐね）」、砺波平野の「垣入（かいにょ）」、出雲平野の「築地松（ついじまつ）」、三重県、福岡県の「四壁（しへき）」、大井川扇状地などが有名である。

## 屋敷林の機能
- 防風[1]
- 遮光
- 温度調節（夏季の気温上昇の抑制）[1]
- 木材の調達[1]
- 落ち葉などによる燃料・肥料の調達[1]

## 日本各地の屋敷林

### 関東平野

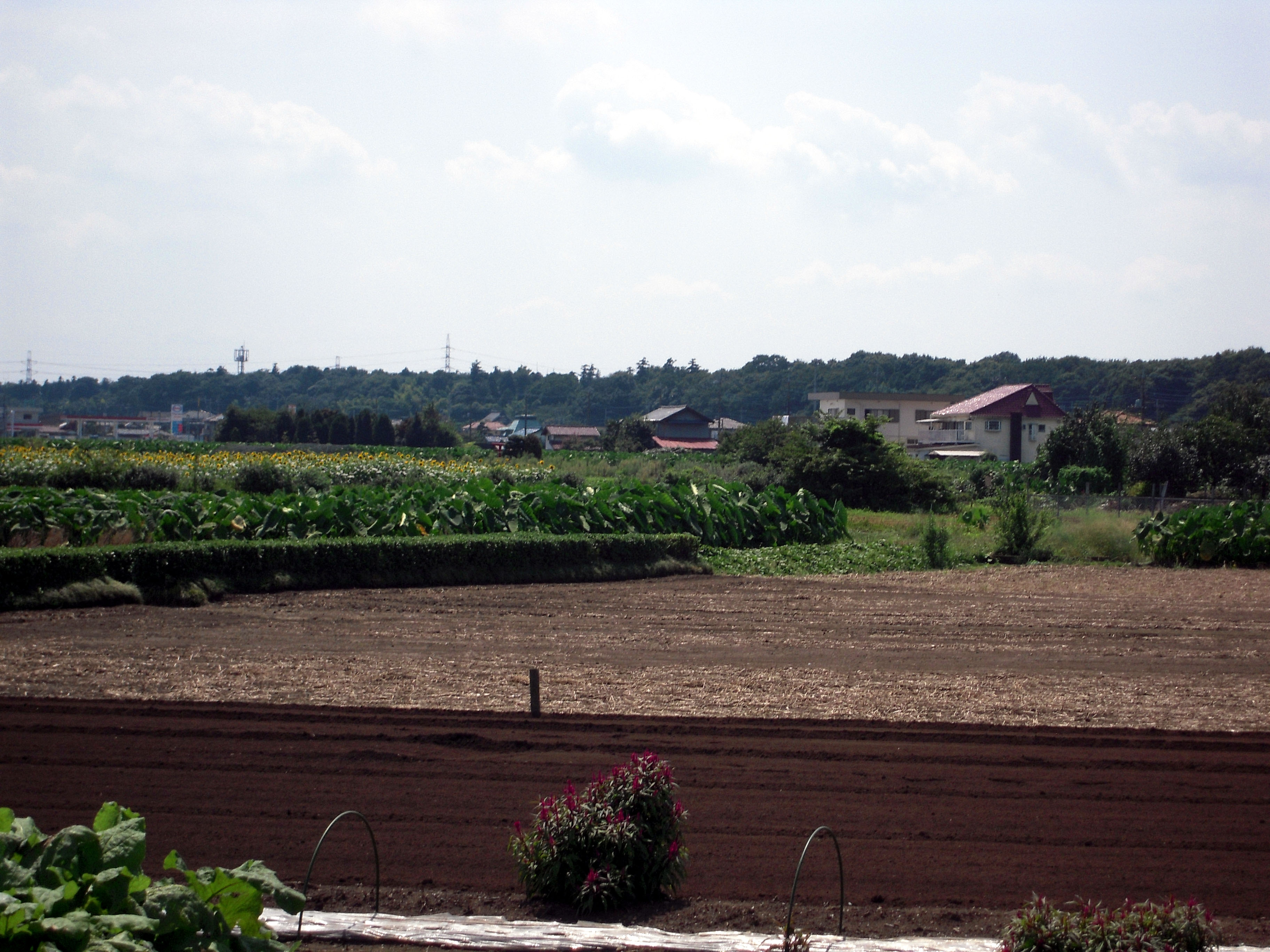
三富新田に隣接する埼玉県狭山市狭山台の屋敷森。

関東平野では武蔵野台地など、平坦な地域に風垣と呼ばれる屋敷林が発達した。特に多く見られるのは武蔵野台地の青梅市から狭山丘陵南部、利根川右岸の田園地帯、江戸川左岸の台地、赤城山麓などである。その最大の目的は台風による家屋の屋根の破損を防ぐことで、樹種は常緑広葉樹が中心である。
埼玉県の所沢市、狭山市にまたがる三富新田やその周辺では、短冊形の敷地の端に植えられた屋敷森が延々と連なる景観が見られる。

### 砺波平野

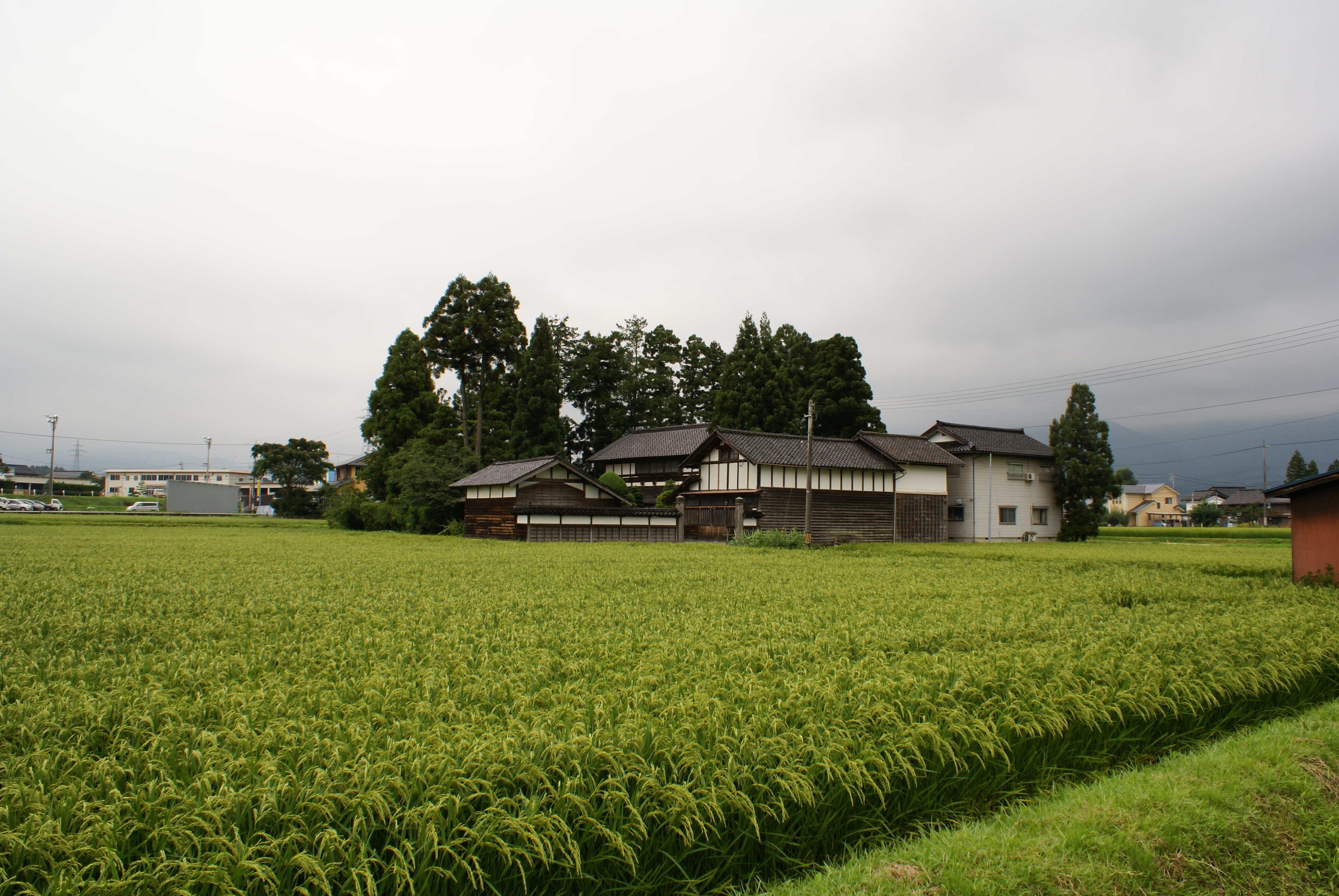
富山県南砺市の屋敷森

砺波平野では江戸時代以降、散居村と呼ばれる独特の集落が発達した。散居村は家々が離ればなれになって水田中に点在する形式の為、家屋の周りに「カイニョ」と呼ばれる屋敷林を植えて風よけとした。屋敷の東側を入り口とし、庭園や観賞用樹木などが植えられていた。西側や南側には風や雪に備えて杉を中心に背の高く丈夫な木が植えられていた。南側には蔵や納屋などがあり、無花果や葡萄、柿などの果実がなる植物や竹などが植えられていた。杉からとれる落ち葉を「スンバ」とよび燃料として活用した。

### 居久根
岩手県、宮城県、福島県、栃木県の農村部における屋敷林は「居久根（いぐね）」と言われている。「くね」は地境を意味し、居久根は敷地の内外を分けるものである。それと同時に、多くの居久根は屋敷の北側と西側に存在し、防風林や防雪林の役割を果たしている。居久根として用いられる樹種はスギやマツ、ヒノキ、ケヤキであり、それらの枯れ枝や落ち葉は燃料や堆肥として用いられた。

### 築地松
島根県東部の出雲平野を中心に見られる様式で、上端を一定の高さで水平に刈り揃える「陰手刈り（のうてごり）」と呼ばれる剪定方法が特徴であり、その独特な形状から「緑の屏風」とも評される。冬の季節風や砂粒、雨や雪、夏の西日を防ぐ目的があるが、本来の機能は水防のために築かれた家の周囲を囲む土居を強化するためにあった。そのため、植えられた樹木は強い根を張るクロマツが主体となっている。明治時代以前には家の全周を囲っていたが、水害の減少と建築様式の変化から北と西側だけをカバーする鉤型の形状へと変化した。近年は、アルミサッシなどの普及によって住宅の耐候性が向上したことから屋敷林の必要性が低下し、平成11年（1999年）には3380戸あった築地松も、平成24年（2012年）には1516戸にまで減少している。